# Adiponektin
Adiponektin je adipocitokin otkriven 1995. i u sjeni leptina prvih godina nije izazivao veliku pozornost znanstvenika, međutim smatra se jednim od najintrigantnijim među adipocitokinima.
Najobilniji je genski proizvod masnog tkiva, a prisutan je u koncentraciji od oko 0,01 % ukupnih plazmatskih proteina. Gen koji kodira adiponektin nalazi se na kromosomu 3q27, a molekula se sastoji od 244 aminokiseline. Adiponektin se u adipocitima pretvara u multimerne oblike koji se izlučuju u plazmu i sastavljeni su od jedne ili više osnovnih jedinica, trimera pa čine adiponektin niske, srednje i visoke molekularne mase (LMW, MMW i HMW adiponektin).

U eksperimentima je adiponektin prepoznat u prvom redu kao protein koji povećava inzulinsku osjetljivost. Jedinstvenost adiponektina je njegova obrnuta korelacija s indeksom tjelesne mase pa razina adiponektina u serumu pada za više od 50 % u debelih. Razina adiponektina povećava se gubitkom težine. Razina adiponektina povezana je posebice s raspodjelom masnog tkiva pa je značajno niža u osoba s više visceralnog nego potkožnog masnog tkiva.

Adiponektin je koristan biljeg već i ranih aterosklerotskih promjena. U tom kontekstu je prepoznata važna veza niže razine adiponektina i kardiovaskularnih bolesti. U bolesnika s ishemičkom bolešću srca pronađene su niže razine adiponektina.
|  | Molimo pročitajte upozorenje o korištenju medicinskih informacija. Ne provodite liječenje bez savjetovanja s liječnikom! |